# Centris xanthocnemis
Centris xanthocnemis är en biart som först beskrevs av Perty 1833.  Centris xanthocnemis ingår i släktet Centris och familjen långtungebin. Inga underarter finns listade.